# Schlangen-Lauch
Der Schlangen-Lauch (Allium scorodoprasum) ist eine Pflanzenart aus der Gattung Lauch (Allium).

## Beschreibung

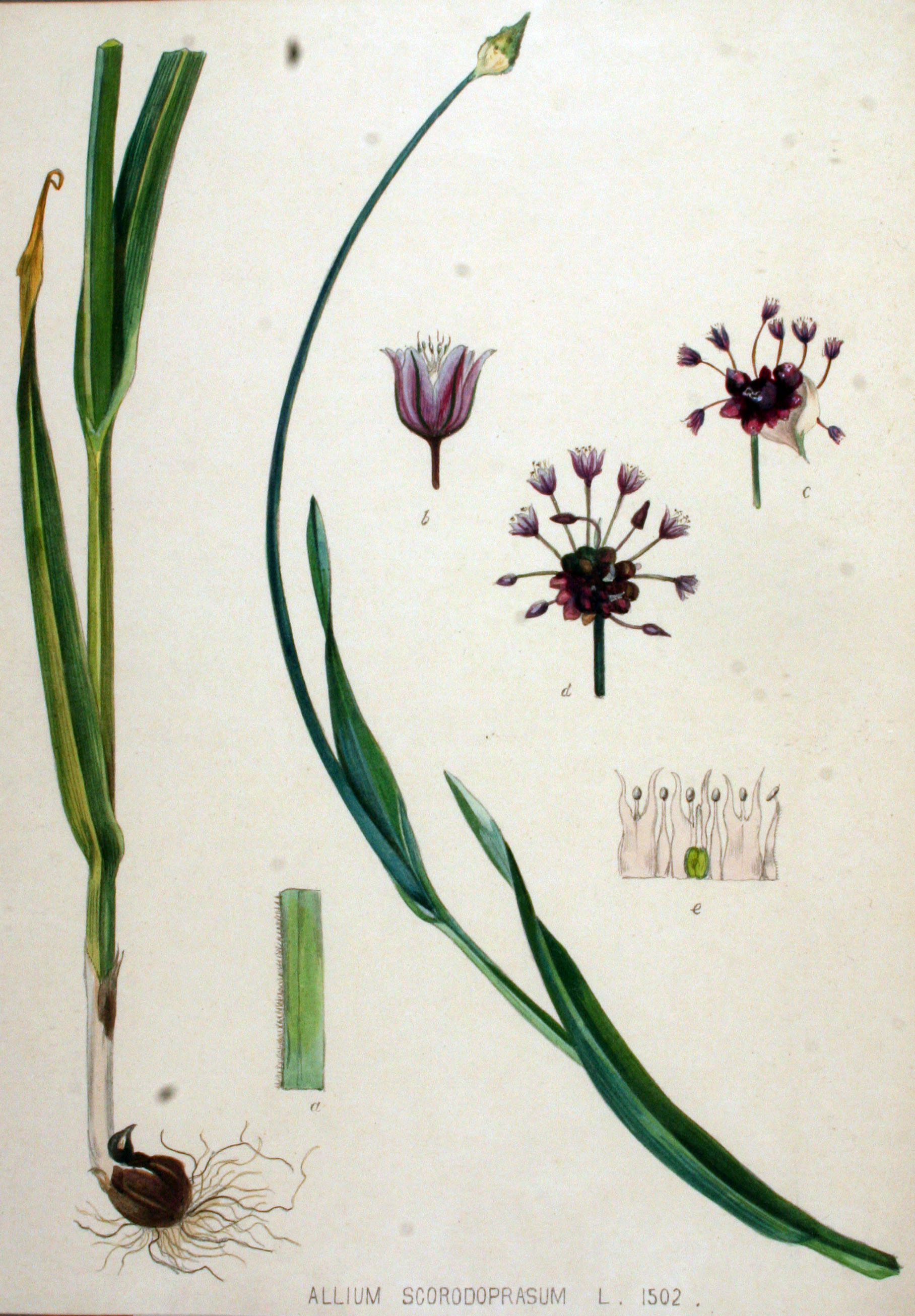
Illustration in Flora Batava, Band 19

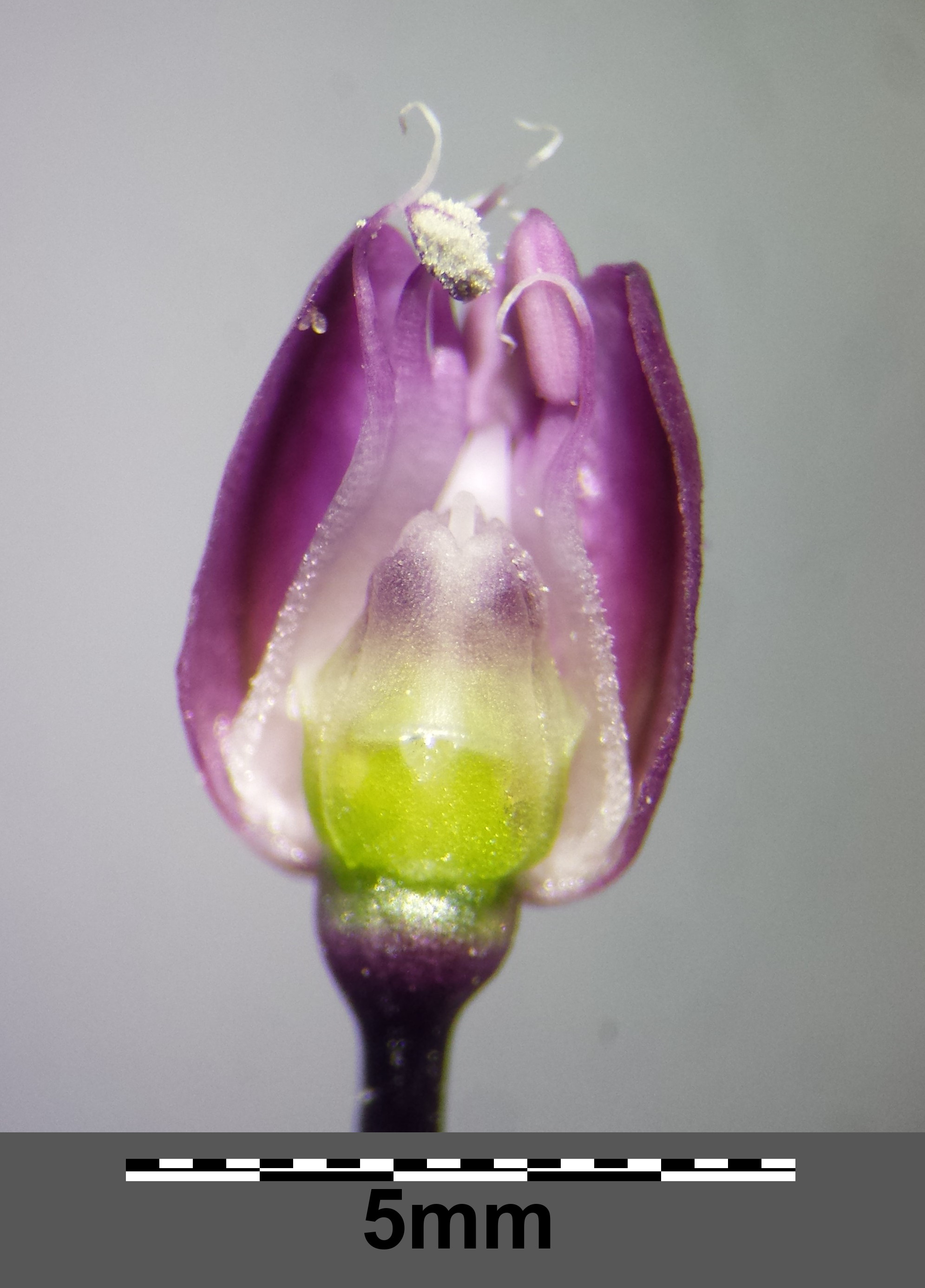
Geöffnete Blüte: die Staubblätter sind höchstens so lang wie das Perigon

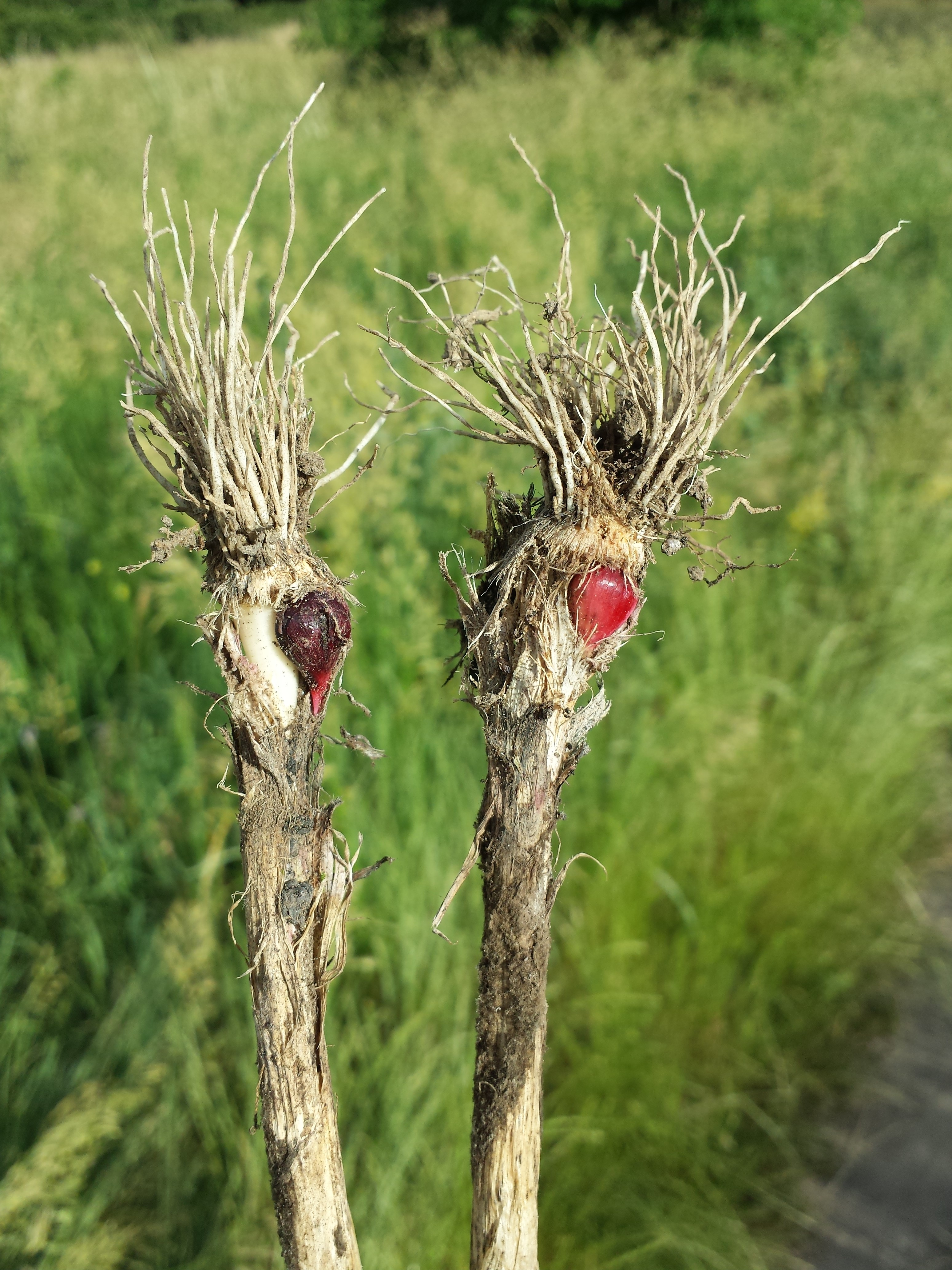
Zwiebeln mit purpurnen Nebenzwiebeln

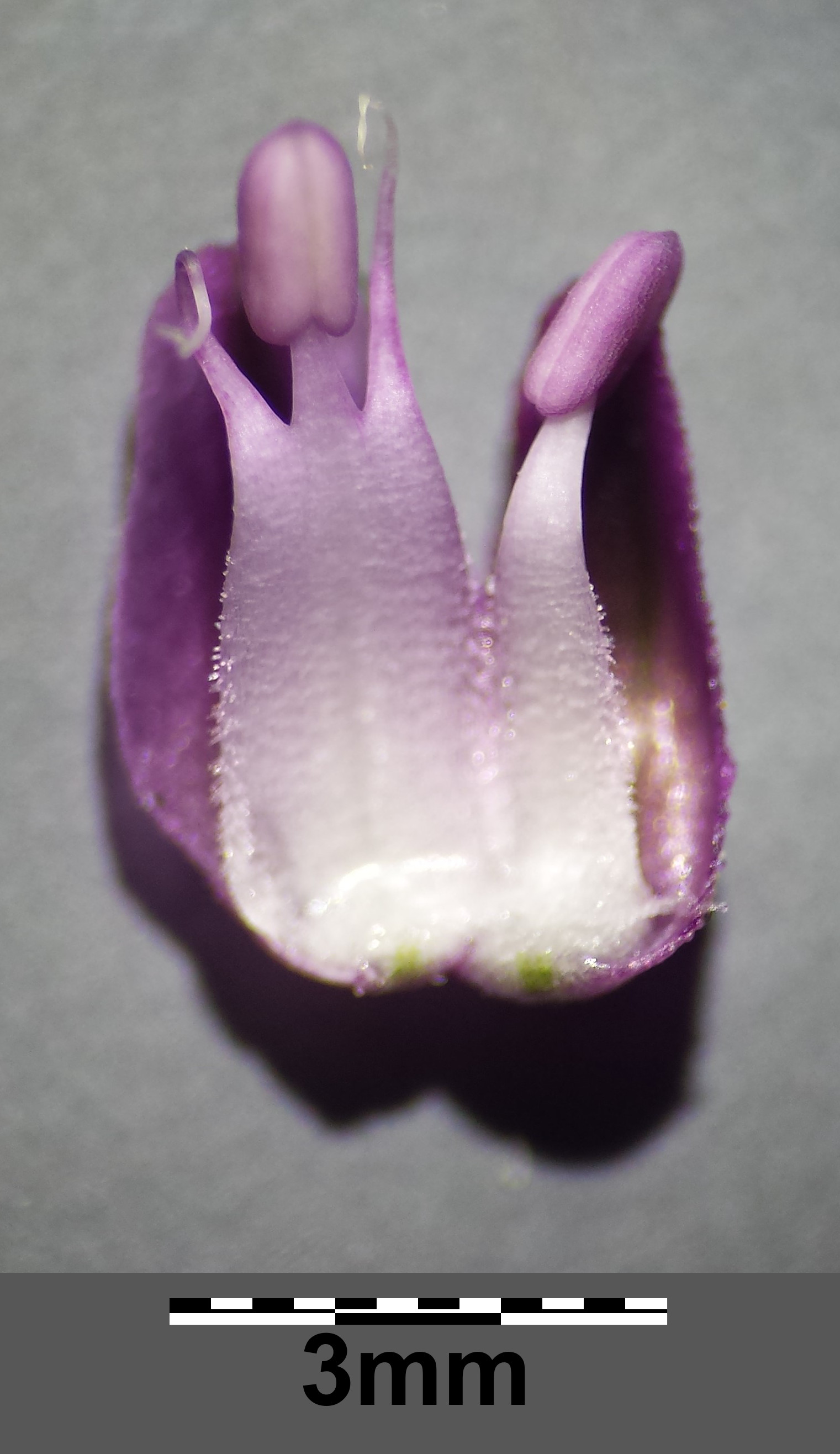
Perigonblätter mit Staubblättern (Innenansicht): die inneren Staubblätter sind am Grund verbreitert und weisen zwei Schwänzchen auf.

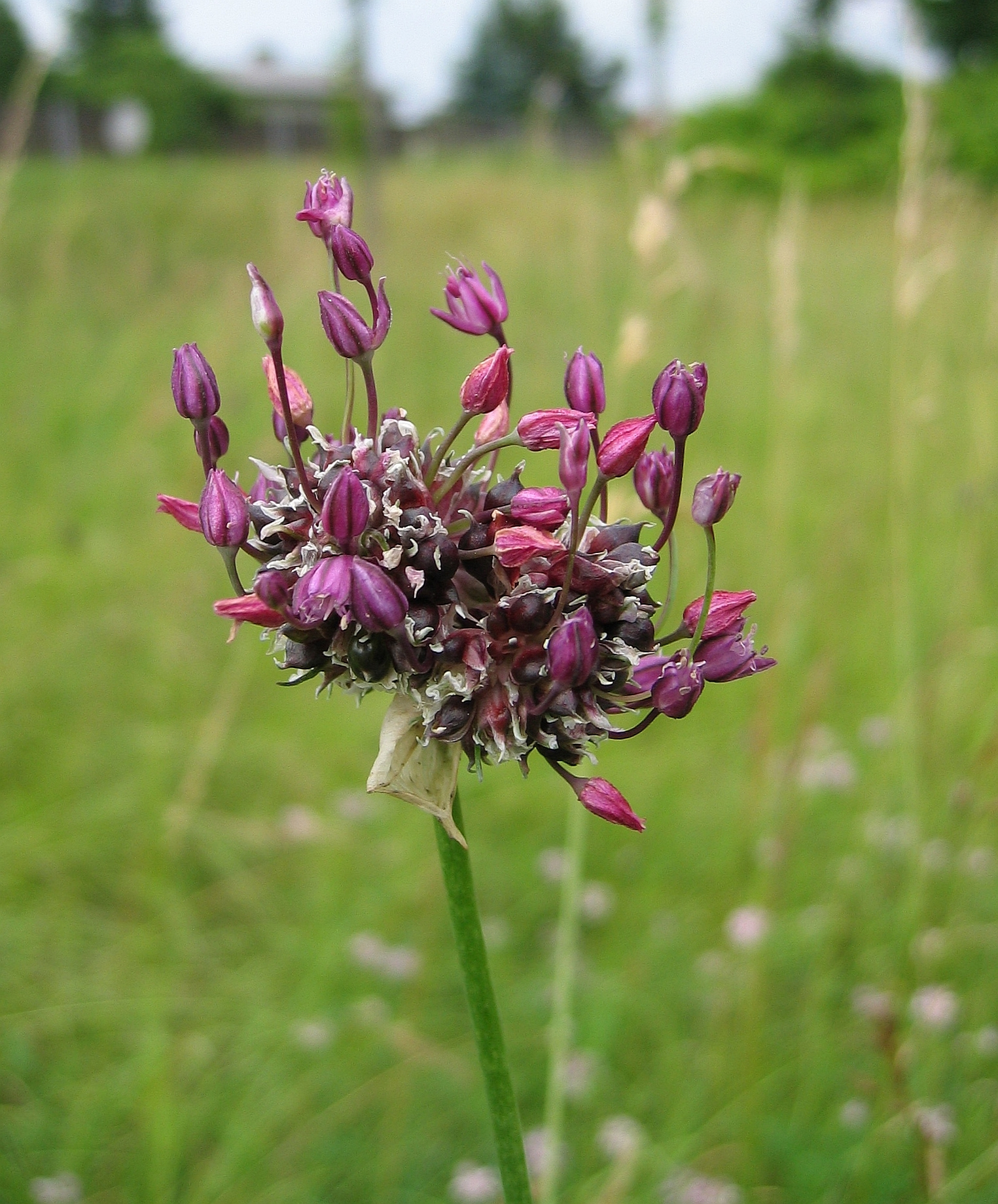
Blütenstand

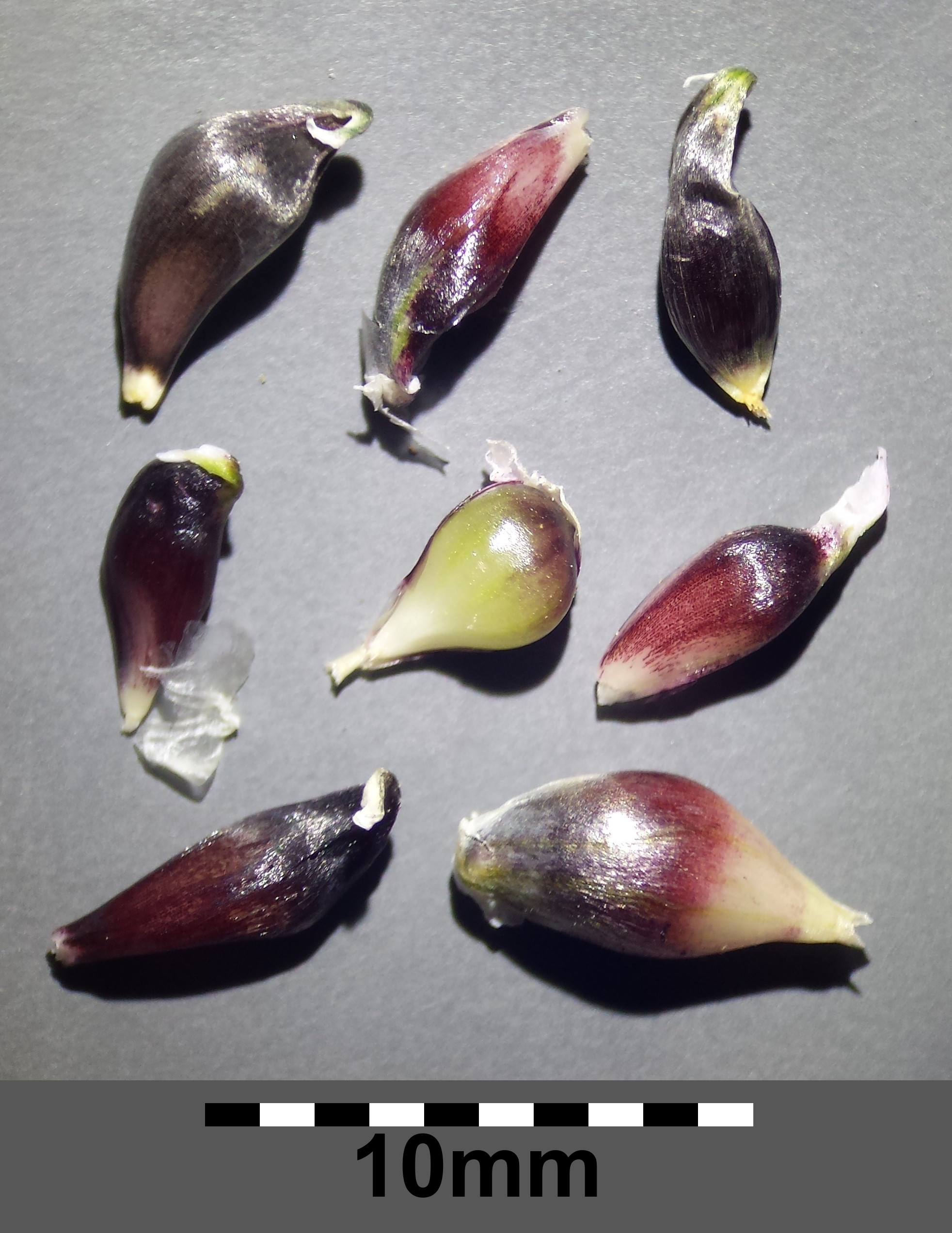
Bulbillen

### Vegetative Merkmale
Der Schlangen-Lauch ist eine ausdauernde krautige Pflanze und erreicht eine Wuchshöhe von bis zu 100, gelegentlich bis zu 150 Zentimetern. Dieser Geophyt bildet Zwiebeln als Überdauerungsorgane. Die braunschaligen Zwiebeln erreichen einen Durchmesser zwischen 6 und 10 Zentimeter. Sie erzeugen bei der Entwicklung des Schaftes seitlich eine neue Zwiebel. Die bis zu 40 Zentimeter langen Laubblätter sind am Rand und auf dem Mittelnerv rau.

### Generative Merkmale
Die Blütezeit reicht von Mai bis August. Der Blütenstand ist von zwei lange haltbaren Hüllblättern umgeben. Die gestielte, meist unfruchtbare Blüte ist dreizählig. Die sechs Blütenhüllblätter sind purpurfarben. Die Staubblätter sind  kürzer als das purpurne Perigon.
Die Chromosomenzahl beträgt 2n = 16, 24 oder 32.

## Ökologie
Die Bestäubung erfolgt durch kleinere Insekten. Auch Selbstbestäubung ist möglich. 
Zum Fruchtansatz kommt es offenbar nur selten. Dafür werden reichlich rotbraune Brutzwiebeln im  Blütenstand gebildet; es liegt also eine Pseudoviviparie vor, bei der Blütenanlagen in kleine, gestauchte Sprossachsen umgewandelt werden. Ihre Ausbreitung erfolgt mit strömendem Wasser, aber wohl auch durch Versteckverbreitung und Zufallsverbreitung durch Tiere.

## Vorkommen und Schutz
Der Schlangen-Lauch ist in ganz Europa verbreitet einschließlich der Britischen Inseln, außerdem in Westasien bis zum Kaukasus und beispielsweise in Syrien und Israel.
Im Alpenvorland ist der Schlangen-Lauch gefährdet (Rote Liste gefährdeter Arten), auch für Niederbayern wird er als „gefährdet“ geführt.
Der Schlangen-Lauch gedeiht besonders gut an sonnigen Standorten auf leichten bis mittelschweren Böden. Er kommt gern in der Gesellschaft der Hartholzaue (Querco-Ulmetum) aus dem Verband der Erlen-Eschen-Auewälder (Alno-Ulmion), aber auch in Erdrauch-Wolfsmilch-Gesellschaften (Fumario-Euphorbion) vor.

## Nutzung
Die Zwiebeln des Schlangen-Lauchs sind sowohl roh als auch gekocht essbar. Sie sind im Geschmack dem Knoblauch (Allium sativum) ähnlich, aber nicht so intensiv. Verwendung finden die Zwiebeln vor allem in Salaten.
Die Zwiebeln haben auch medizinischen Nutzen. Sie wirken verdauungsfördernd und desinfizierend. Verwendung findet Schlangen-Lauch in der Behandlung von Abszessen und der Amöbenruhr. Der Saft aus den Zwiebeln wirkt insektenvertreibend.

## Trivialnamen
Weitere zum Teil auch nur regional gebräuchliche Bezeichnungen für den Schlangen-Lauch sind oder waren: Aberknoblauch, Abrauch, Feldknoblauch und Rockenbollen (Pommern) sowie Wilder Knoblauch.